# Theodor Boehm
Theodor Andreas Boehm (* 8. November 1892 in Antonienhütte; † 29. Januar 1969 in Leipzig) war ein deutscher pharmazeutischer Chemiker und Apotheker. Er unterrichtete an der Friedrich-Wilhelms-Universität und später an der Universität Leipzig.

## Leben
Theodor Andreas Boehm absolvierte eine Ausbildung zum Apotheker. Von 1914 bis 1918 nahm er am Ersten Weltkrieg teil. 1919 bezog er die Friedrich-Wilhelms-Universität zu Berlin, um Pharmazie und Chemie zu studieren. Dieses Studium schloss er 1923 mit der Promotion zum Doktor phil. ab.
Nach der Promotion ging Boehm als Assistent an das Institut für Pharmazie an der Universität, wo er bis zum Jahr 1942 wirkte. Die Universität habilitierte ihn 1931 für pharmazeutische Chemie, woraufhin er als Privatdozent lehrte. 1938 wurde er zum nichtplanmäßigen außerordentlichen Professor befördert. Zum 1. Mai 1937 war er der NSDAP beigetreten (Mitgliedsnummer 4.158.116). Im Zeitraum von 1933 bis 1942 fungierte er auch als Scharführer im NSKK und war seit 1937 ferner Mitglied im NS-Dozentenbund.
1942 verließ Boehm die Berliner Universität. Die Universität Leipzig stellte ihn als planmäßigen außerordentlichen Professor für pharmazeutische Chemie an der Abteilung für Mathematik/Naturwissenschaft an der philosophischen Fakultät an. Dieses Amt hielt er bis 1945 inne. Einen Lehrstuhl für dieses Teilgebiet an der Universität erhielt er 1950. Zugleich wurde er Direktor am Institut für Pharmazie. Boehm verweilte in der Professur bis 1959. Zehn Jahre später verstarb er 76-jährig.
Der Philosoph Rudolf Boehm war sein Sohn.

## Werke
- Zur Kenntnis der 3, 4, 5 – Trioxyzimtsäure und des Mechanismus der Knoevenagel’schen Zimtsäuresynthese (Berlin 1924)